# Xenòfant de Rodes
Xenòfant de Rodes (en llatí Xenofanthus, en grec antic Ξενόφαντος) fou un militar rodi.
El govern de la República de  Rodes el va enviar al front d'una flota de vaixells a l'Hel·lespont l'any 220 aC.
L'esmenta Polibi.